# 玛丽·多纳吉
玛丽·多纳吉（英語：Mary Donaghy，1939年12月7日—），新西兰女子田径运动员。她曾代表新西兰参加1958年大英帝国和英联邦运动会田径比赛，获得男子跳高银牌。